# Escut del Perelló
L'escut del Perelló és un símbol representatiu oficial de l'EATIM del Perelló, al municipi valencià de Sueca (Ribera Baixa). Té el següent blasonament:
| « | Escut quadrilong de punta redona. En camp d'atzur, un perelló del seu color, separat per ones d'argent, somat per una barca de sable, típica de l'Albufera, amb vela llatina d'argent. | » |

## Història
L'escut va ser aprovar per Resolució de 25 de febrer de 2003 del conseller de Justícia i Administracions Públiques, publicat al DOGV núm. 4463 de 20 de març. Prèviament, per acord del 8 de novembre de 2001 (publicat al DOGV núm. 4142 del 5 de desembre), la Comissió Gestora de l'entitat va instruir expedient sobre l'adopció de l'escut del Perelló.

Es tracta de símbols parlants i característics de la localitat. Més concretament, i segons l'informe del Consell Tècnic d'Heràldica i Vexilol·logia, fet propi per la Comissió Gestora del Perelló,
| « | [e]ls motius per què s'ha adoptat i confeccionat l'escut amb els signes descrits són perquè el Perelló és una desembocadura natural de l'Albufera, i per això és l'element més important i significatiu d'aquesta zona; així mateix, les ones representen l'aigua de l'Albufera i de la mar, i la barca és un element representatiu dels primers pobladors d'aquest poble. | » |